# Србија у ритму Европе
Србија у ритму Европе је дечји музички фестивал такмичарског карактера које се одржава од 2008. године у градовима широм Србије. Представља део пројекта "Ритам Европе" који се поред Србије одржава и у Црној Гори (Црна Гора у ритму Европе) и Републици Српској (Ритам Европе у Републици Српској).
Концепт фестивала се годинама мењао. Манифестација је првих година свог постојања била предвиђена за групу која је бројала до три стотине деце из основних и средњих школа у сваком граду, да би од 2015. године били постављени нови циљеви. У 2016. години предвиђен је нови концепт манифестације у којој учествују деца из двадесетак општина и градова Србије у живом преносу на телевизији са националном фреквенцијом, представљајући се на језику и уз песму једне земље Европе чија амбасада у Србији подржава овај програм.

## Формат и правила
Такмичење "Србија у ритму Европе" окупља децу и омладину узраста од 14 до 21 године која поред свог града или општине представљају и певају на језику једне од земаља Европе, Израела или Аустралије. Укупан максималан број градова представника, односно такмичара је 24. Процес припрема деце за телевизијски пренос траје 7-9 месеци у току којих се деца обучавају са телевизијским тимовима "Ритма Европе" да у телевизијском преносу представе додељену земљу Европе, Израел или Аустралију. Представници града или општине бирају се преко аудиција које се одржавају у тим општинама или градовима.
Победник такмичења одређује се сабирањем СМС гласова, гласова жирија градова учесника и гласова стручног жирија. Телевизијски пренос на телевизији са националном покривеношћу се одвија у граду који је победио претходне године. Уколико град победник не испуњава услове за реализацију телевизијског преноса прописане техничко-организационим капацитетима и могућностима, одузима му се право домаћинства а организатор сам одређује из којег града ће се вршити телевизијски пренос за наредну годину.

## Такмичења
| Година                     | Место одржавања | Победник      |
| -------------------------- | --------------- | ------------- |
| 2008.                      | Шабац           | Без победника |
| 2009. и 2010. није одржано |                 |               |
| 2011.                      | Београд         | Без победника |
| 2012.                      | Београд         | Без победника |
| 2013.                      | Шабац           | Шабац         |
| 2014.                      | Шабац           | Крушевац      |
| 2015.                      | Крушевац        | Ћуприја       |
| 2016.                      | Ћуприја         | Сомбор        |
| 2017.                      | Сомбор          | Ниш           |
| 2018.                      | Ниш             | Врњачка Бања  |
| 2019.                      | Врњачка Бања    | Врање         |
| 2020.                      | Београд         | Чачак         |
| 2021.                      | Чачак           | Србобран      |
| 2022.                      | Србобран        | Зрењанин      |
| 2023.                      | Зрењанин        | Кикинда       |
| 2024.                      | Кикинда         |               |